# 14 Волопаса
14 Волопаса (лат. 14 Boötis, HD 124570) — тройная звезда в созвездии Волопаса на расстоянии приблизительно 110 световых лет (около 33,6 парсеков) от Солнца. Возраст звезды определён как около 3,23 млрд лет.

## Характеристики
Первый компонент (CCDM J14141+1258Aa) — белая звезда спектрального класса F6IV, или F6,5IV, или F8V, или F8. Видимая звёздная величина звезды — +5,5m. Масса — около 1,47 солнечной, радиус — около 2,106 солнечных, светимость — около 5,624 солнечных. Эффективная температура — около 6122 K.
Третий компонент (CCDM J14141+1258B). Удалён на 0,2 угловой секунды.

## Планетная система
В 2019 году учёными, анализирующими данные проектов HIPPARCOS и Gaia, у звезды обнаружена планета.